# Handbörds härad
Handbörds härad var ett härad i Småland och Kalmar län som utgjorde den västra inlandsdelen av smålandet Handbörd. Häradets område motsvarar Högsby kommun samt delar av Mönsterås kommun och  Nybro kommun. Häradets areal var 1 250,57 kvadratkilometer varav 1 165,47 land. Tingsplats var Högsby.

## Geografi
Handbörds häradsområde ligger i den inre delen av mellersta Kalmar län, utmed länsgränsen mot Kronobergs län i väster. I öster skiljs häradsområdet från Kalmarsund av en smal landremsa, som utgör det gamla Stranda härad. På den smalaste punkten (vid Påskallavik) är avståndet till Kalmarsund enbart 2 kilometer. Högsby och Fågelfors är största orter.
Handbörds härad ligger på Småländska höglandets östra sluttning och genomflytes av Emån och Alsterån. De inre delerna har kuperad skogsmark, bergspartier, spridda sjöar samt spridda odlingsbygder. Den östra delen är en jämn skogstrakt där bygder och vägar huvudsakligen följer rullstensåsarna. Historiskt har området haft jordbruk samt pappersindustri vid Fågelfors och Finsjö. Vid Emån finns en del kraftverk.
Angränsande härader var Aspeland i norr, Stranda i öster, Norra Möre i söder samt Uppvidinge i väster.

## Historik
År 1928 hade Handbörds härad 16 122 invånare på en yta av 1 251 km². Samma år hade häradet 13 043 hektar åker och 96 575 hektar skogsmark.
Handbörds härad hade ursprungligen samma omfattning som folklandet Handbörd och var ett av de "små land" som senare kom att bilda landskapet Småland. Det hade Högsby som centralbygd och tingsplats och sträckte sig under sen järnålder från inlandet ända ut till kusten. I samband med införlivandet med den svenska staten omvandlades folklandet till Handbörds härad, från vilket Stranda härad avskildes under 1400-talet.

## Namnet
År 1299 skrevs in Andbyrdia. Detta har åsyftat en central plats i Högsby, invid Emån. I ordet ingår and = "emot" samt byrdher = "bärställe för båtar".

## Socknar
Handbörds härad omfattade 6 socknar.
I Högsby kommun
- Högsby
- Fagerhult
- Fågelfors Bildad 1880 genom utbrytning ur Högsby socken
- Långemåla

I Mönsterås kommun
- Fliseryd

I Nybro kommun
- Kråksmåla

## Län, fögderier, tingslag, domsagor och tingsrätter
Häradet hörde till Kalmar län. Församlingarna tillhör(de) från 1604 till 1915 till Kalmar stift, innan dess till Linköpings stift och därefter till Växjö stift.
Häradets socknar hörde till följande fögderier:
- 1720–1863: Norra Möre, Stranda och Handsbörds fögderi
- 1864–1945: Aspelands och Handbörds fögderi
- 1946–1966: Högsby fögderi
- 1967–1990: Oskarshamns fögderi

Kråksmåla övergick 1952 (i enlighet Norra Möre härad) till Kalmar Norra fögderi och 1967 till Kalmar fögderi.
Häradets socknar tillhörde följande tingslag, domsagor och tingsrätter:
- 1680-1917 Handbörds tingslag i
  - 1680–1771: Södra Möre, Norra Möre, Stranda och Handbörda domsaga
  - 1772–1857: Norra Möre, Stranda och Handbörda domsaga
  - 1858–1917: Aspelands och Handbörds domsaga
- 1918–1965 (30 juni): Aspelands och Handbörds domsagas tingslag i Aspelands och Handbörds domsaga
- 1965 (1 juli)–1970: Oskarshamns domsagas tingslag i Oskarshamns domsaga (med namnet Aspelands och Handbörds härads domsaga till 1968)

- 1971–2005: Oskarshamns tingsrätt och domsaga
- 2005–: Kalmar tingsrätt och domsaga

Kråksmåla övergick 1952 (i enlighet Norra Möre härad) till Norra Möre och Stranda domsagas tingslag, 1969 till Möre och Ölands domsaga, 1971 till  Möre och Ölands tingsrätt och 1982 till Kalmar tingsrätt.